# Pitti (famiglia)

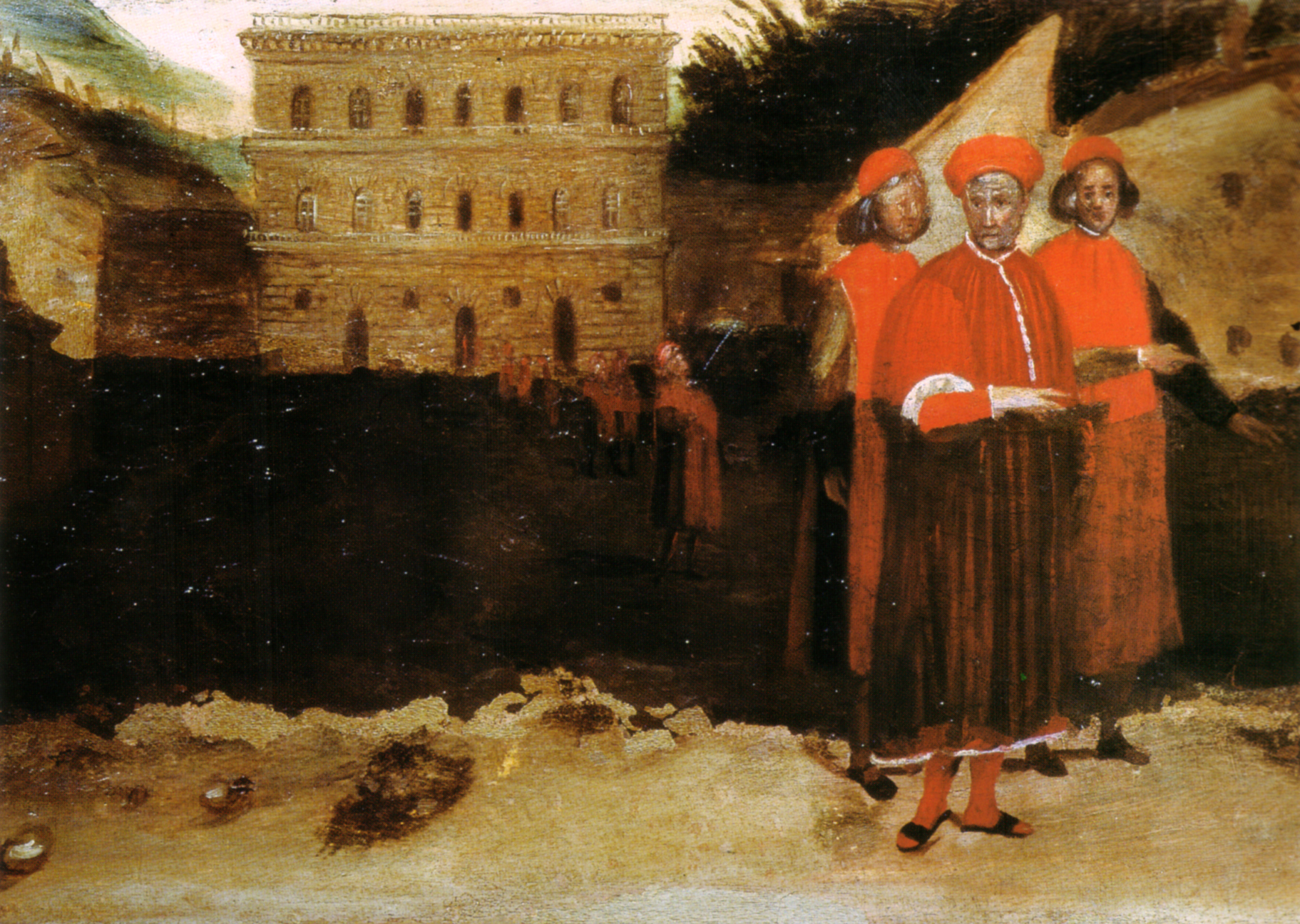
Luca Pitti davanti a palazzo Pitti, dalle predella della pala della Cappella Pitti nella basilica di Santo Spirito

I Pitti furono una famiglia patrizia fiorentina protagonista dei successi politici ed economici della Firenze repubblicana. Con Luca Pitti, nel XV secolo, raggiunsero il loro apogeo, culminato nella costruzione del grandioso palazzo Pitti. Ma la crisi della repubblica e la conseguente ascesa politica dei Medici, di cui i Pitti furono tra i più strenui avversari, segnarono il loro inesorabile declino.

## Origini

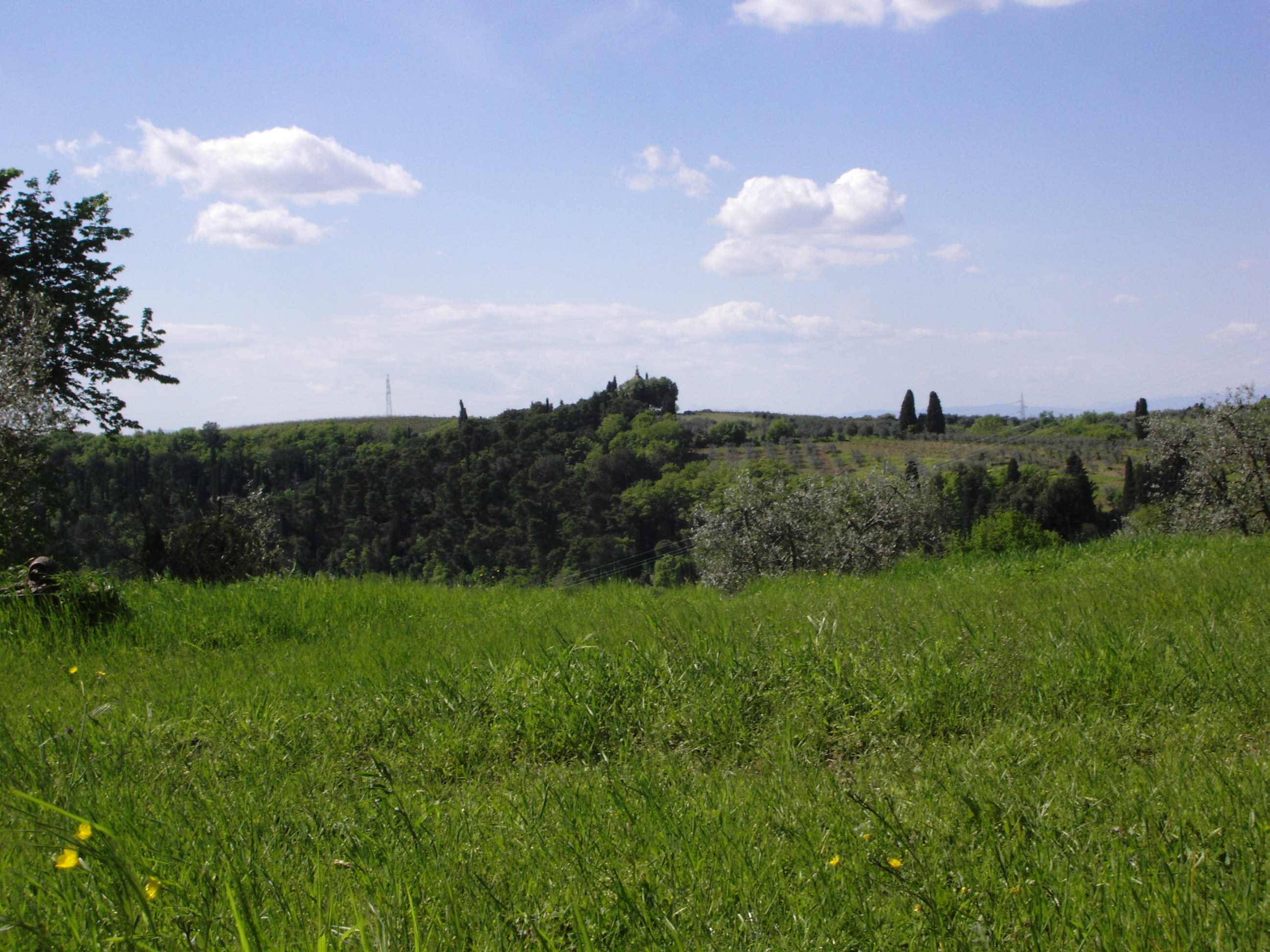
La campagna di Semifonte

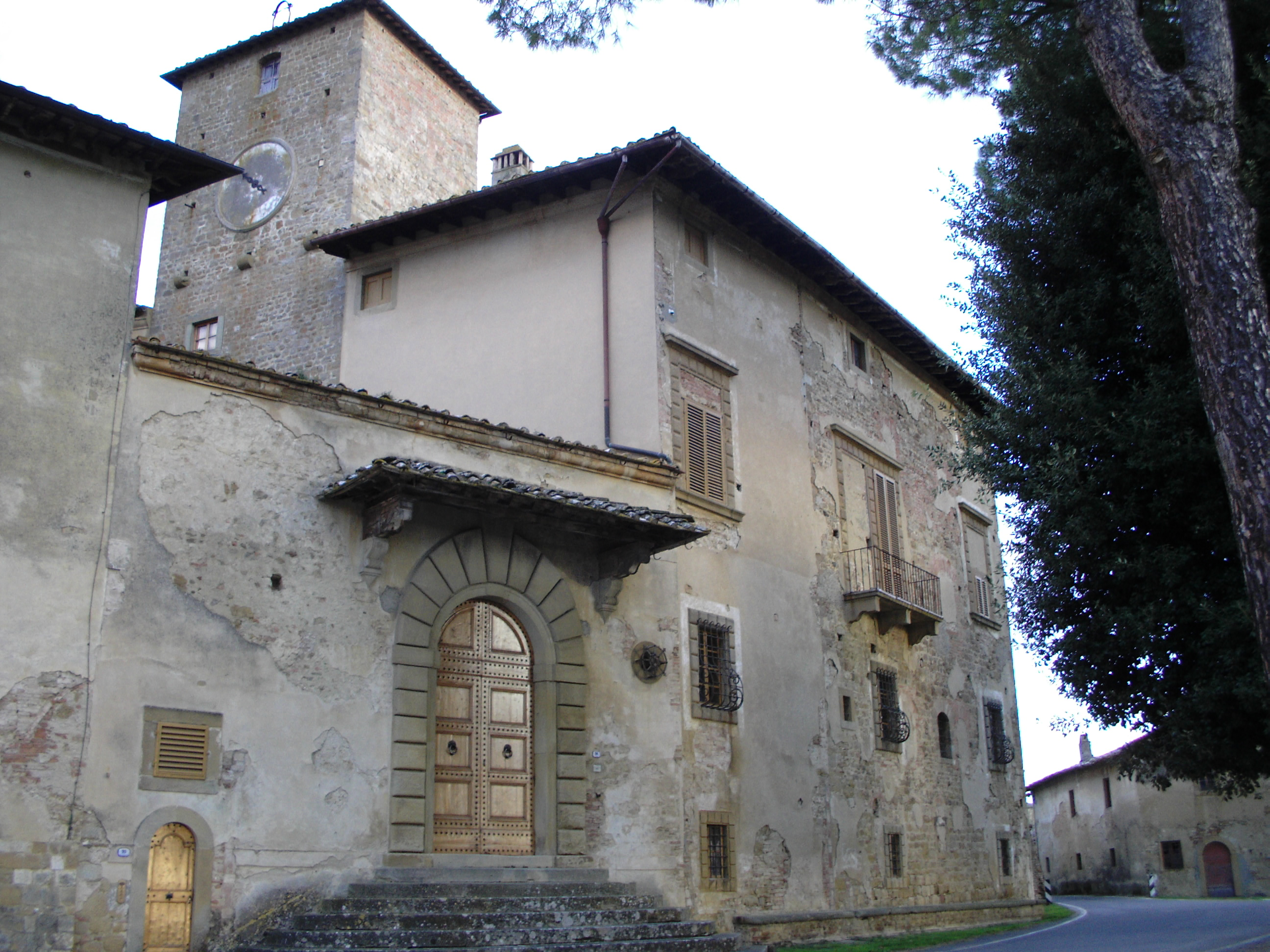
Scorcio di Semifonte

La famiglia Pitti, prima di diventare una delle maggiori consorterie fiorentine, era originaria dell'ormai diroccato castello di Semifonte oggi nel comune di Barberino Val d'Elsa. Il capostipite della famiglia fu un certo Bonsignore dei Pitti che, dopo la distruzione del suo territorio per mano dei fiorentini nel 1202, andò peregrinando in Palestina dove morì. Suo figlio omonimo Bonsignore scelse invece come suo domicilio la città di Firenze ed ebbe Matteo il quale fu priore nel 1283, onore che i Pitti ebbero quarantasette volte fino al 1530 come anche tredici Gonfalonieri di Giustizia, la massima carica della Repubblica Fiorentina.
Bonaccorso figlio di Matteo fu uomo molto religioso e ricco per cui poté soddisfare la sua pietas edificando e mantenendo il monastero e lo Spedale di S. Anna in Verzoja; ebbe per figlio Neri che fu Priore nel 1301 e nel 1368. Ma coloro che elevarono la casata alla celebrità furono i figli che ebbe Neri da Corradina di Gio. Strozzi sua moglie. Tra questi soprattutto Pietro, Luigi, Francesco e Bonaccorso.
Pietro occupò le più importanti magistrature della repubblica e fu chiamato per ben tre volte a fare il Potestà a Città di Castello. Da Neri suo figlio venne Francesco che fu avo di un altro Francesco che sedè tra i Priori nel 1530, e fu uno degli Otto di Guardia e Balia dopo l'avvento dei Medici e l'estinzione della libertà di Firenze. Da Ginevra Lanfredini gli nacque nel 1519 un figlio che chiamò Jacopo, il quale essendo stato governatore di diverse città della Toscana finalmente nel 1568 fu eletto Senatore, e nel 1572 andò ambasciatore presso Gregorio XIII e morì nel 1579. Jacopo contribuì più che altri a rendere ancora più illustre la famiglia Pitti. Datosi fino dai primi anni allo studio della letteratura salì in fama di uomo coltissimo. Rimangono ancora alcuni suoi scritti, fra i quali molte poesie e discorsi accademici come l'Apologia dei Cappucci, dialogo in difesa dei popolani di Firenze contro le accuse alla massa fiorentina di Francesco Guicciardini; la Vita di Antonio Giacomini Tebalducci, e le Storie Fiorentine che furono pubblicate nel 1842 e che coprono il periodo storico che va dal 1494 al 1529. Jacopo prese per moglie Maddalena di Sinibaldo Gaddi che portò nella famiglia Pitti il patrimonio e il cognome dei Gaddi. I suoi figli Cammillo e Cosimo divisero la discendenza in due rami.

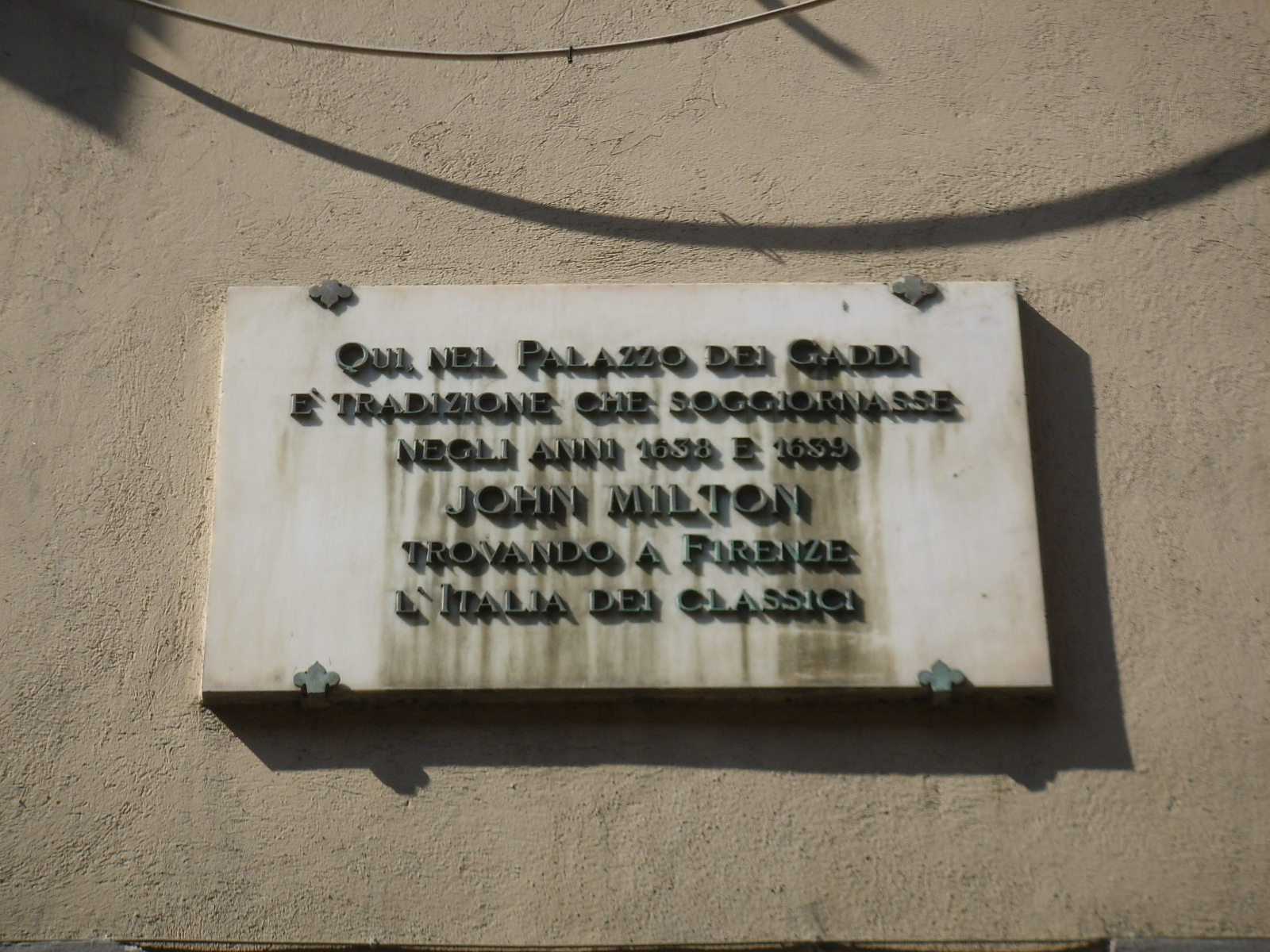
Targa di Palazzo Gaddi a Firenze

## I Pitti-Gaddi
Un ramo della famiglia Pitti, discendente da Camillo, figlio di Jacopo Pitti e di Maddalena Gaddi, ereditò i beni e il cognome della famiglia materna in seguito all'estinzione di quest'ultima nel 1607. A questo ramo appartenne Jacopo (Pitti) Gaddi che, in Italia e non solo, si rese celeberrimo per la sua erudizione. Scrisse, tra l'altro, il Trattato Storico della famiglia dei Gaddi, gli elogi in latino degli uomini più celebri di Firenze, un trattato intitolato De Scriptoribus non ecclesiasticis e stampato in Firenze nel 1648. Suo fratello Sinibaldo continuò la linea dei Pitti-Gaddi che si estinse nel 1748 in Sinibaldo di Pietro, ultimo dei maschi di questo ramo e anche l'unico della famiglia che riuscì ad ottenere un titolo nobiliare: fu infatti investito marchese nel 1728 dal granduca Gian Gastone de' Medici.

## Cosimo Pitti
L'altro ramo dei Pitti proveniente da Cosimo, altro figlio dello storico Jacopo, si protrasse più a lungo nel tempo e si spense solo nel 1796 in Gaspero di Lorenzo Gaetano.

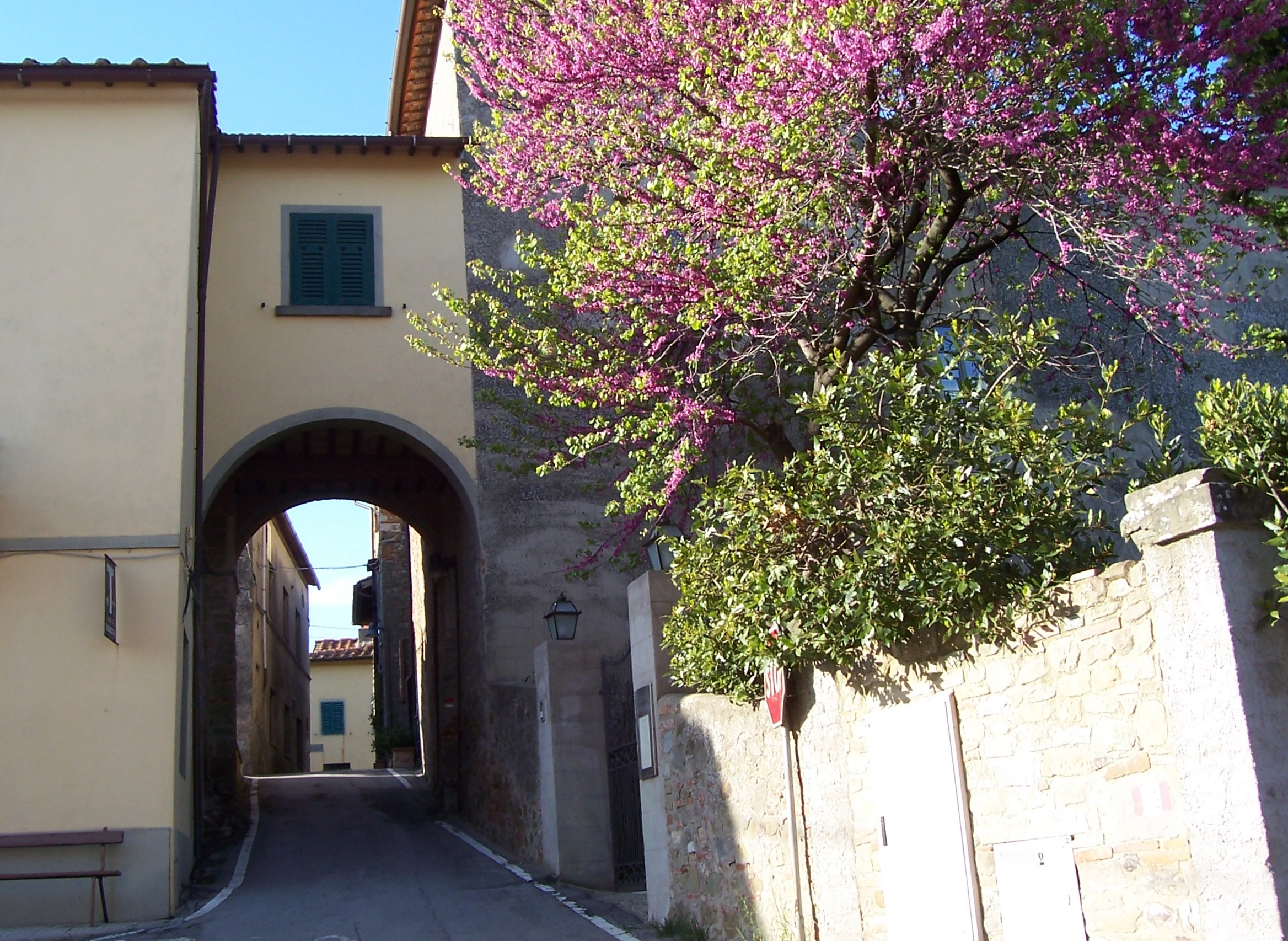
L'antico ingresso del castello di Moncione dove fu rinchiusa prigioniera Caterina de' Pitti

A questo ramo apparteneva Luigi, secondo figlio di Neri Pitti, che fu inviato nel 1408 a Lucca come ambasciatore di Firenze a Gregorio XII a dolersi con lui per non aver ancora risolto con un concilio, per altro promesso, quello che passerà alla storia come lo Scisma d'Occidente; nel 1414 fu invece mandato a Napoli per congratularsi con Ladislao I di Napoli per la pace fatta con Luigi II d'Angiò e nel 1412, per lo stesso re Ladislao, fu governatore della città dell'Aquila. Tra i figli di Luigi si ricordano il famoso Nerozzo che, approfittando delle discordie della Grecia nel secolo XV salì al trono di Tebe che lasciò ai suoi figli, i quali però ne furono spogliati dai Turchi. L'altro figlio Francesco fu due volte Priore, Governatore di Pistoia e di altre città del fiorentino; anche lui fu Governatore dell'Aquila per Ladislao re di Napoli ed ebbe diversi figli fra i quali Caterina e Giannozzo.
Caterina contrasse matrimonio con quel Guido de' Guidi, conte di Moncione, che fu ucciso a Montevarchi nel 1421 da Albertaccio de' Ricasoli. Leggenda vuole che, dopo l'omicidio del marito, quando gli sgherri del Ricasoli presero d'assalto il castello di Moncione, Caterina sia riuscita a mettersi in salvo fuggendo attraverso un passaggio segreto.
Giannozzo invece sostenne onorifici incarichi nella Repubblica di Firenze. Fu Priore nel 1437, nel 1440 e nel 1443. Nel 1452 Gonfaloniere di Giustizia. Portò le armi in favore della casa di Aragona nella guerra che Alfonso V d'Aragona sostenne per l'acquisto del regno di Napoli, e quando Alfonso fece ingresso solenne in Napoli Giannozzo de' Pitti fu armato sulla porta cavaliere a sproni d'oro. Nel 1446 andò ambasciatore al pontefice Niccolò V. Nel 1447 fu inviato presso Alfonso di Aragona per sapere quali fossero state le sue intenzioni a proposito della Repubblica fiorentina, visto che era in Toscana con il suo esercito e aveva piantato le tende a Montepulciano. Nel 1452 si portò a Livorno per ricevere Eleonora d'Aviz, moglie dell'imperatore Federico III per farle da scorta fino a che fosse rimasta ospite nel territorio fiorentino. Nel 1453 fu uno degli ambasciatori mandati a Roma a conferire con Pio II per la pace e una lega fra tutti i principi e le repubbliche cristiane per agire contro l'Islam. Nel 1472 fu tra i venti cittadini deputati a ricondurre all'obbedienza della Repubblica la città di Volterra che si era ribellata ai Medici e morì nel 1473.
Da Sebastiano suo figlio, che fu priore nel 1503, nacque Giovanbatista il quale fu imprigionato al Bargello dal cardinale Silvio Passerini nel 1527 per aver detto male della famiglia dei Medici, ma con la loro cacciata da Firenze, venne rimesso in libertà. Durante l'assedio di Firenze Giovan Battista fu uno degli ostaggi per la garanzia dei patti stabiliti anche se, i Medici, poi non li rispettarono ed esiliarono il Pitti ingiungendogli di non arrivare oltre le 30 miglia dai confini del ducato mediceo. Lui però ruppe l'esilio e fu condannato, in contumacia, alla pena capitale. Prese parte a tutte le cospirazioni per rovesciare la signoria dei Medici e dopo la battaglia di Montemurlo trovò rifugio a Napoli dove dette vita ad un altro ramo dei Pitti che venne a mancare solo verso la metà del XVII secolo.

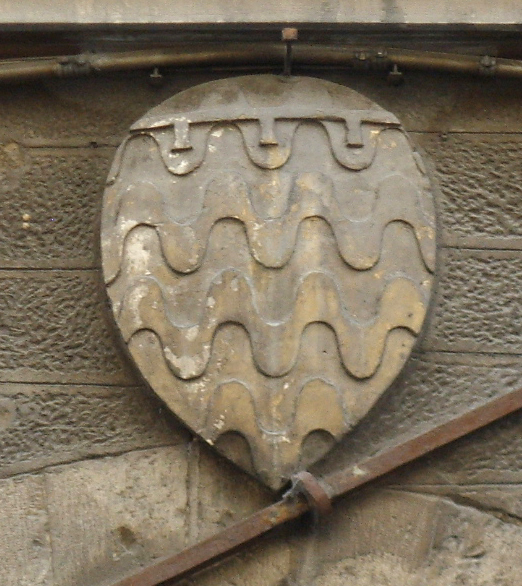
Lo stemma dei Pitti di Palazzo Pitti-Mannelli

## Bonaccorso Pitti
Più illustre delle altre è la discendenza di Bonaccorso. Lui stesso scrisse una cronaca assai pregiata della propria famiglia in cui riportava i fasti della casata e i propri. Fu Gonfaloniere di Giustizia nel 1412 e nel 1416 e fu impiegato in molte ambascerie. Fu inviato nel 1396 in Francia a trattare con Carlo VI un trattato di alleanza quinquennale in funzione anti-viscontea e ci tornò nel 1398 per sollecitare nuovamente il re a collaborare con i fiorentini. Andò nel 1401 a Trento presso Roberto di Wittelsbach, fatto re dei Romani, per spingerlo a muovere guerra a Gian Galeazzo Visconti nemico costante della Repubblica di Firenze, e in questa ambasceria ebbe il privilegio di porre per cresta al cimiero il leone della Baviera. Nel 1404 fu mandato a Genova per recuperare le mercanzie tolte ai Fiorentini dal Lemeingre luogotenente del re di Francia. Nel 1406 tornò a Parigi per chiedere soddisfazione dell'insulto fatto agli ambasciatori fiorentini che erano stati imprigionati nelle Fiandre da Giovanni di Valois, Duca di Borgogna, detto il "Cavaliere senza paura". Nel 1410 intervenne nell'accampamento di Luigi d'Angiò, in procinto di attaccare Napoli contro re Ladislao e nel 1419 fece parte della solenne ambasceria inviata a Castrocaro per incontrarvi Martino V e accompagnarlo a Firenze dove il pontefice aveva stabilita la propria sede fino a che non fossero cessati i torbidi e l'anarchia a Roma.

Da Luigi che per due volte fu podestà di Milano e di Cremona venne Pierantonio che nel 1468 fu condannato al confino come istigatore della guerra che i fuoriusciti fiorentini avevano intrapreso contro Piero de' Medici. Da Pierantonio venne quel ramo dei Pitti che si estinse nel cavaliere Ottavio morto nel 1809.

## Luca Pitti

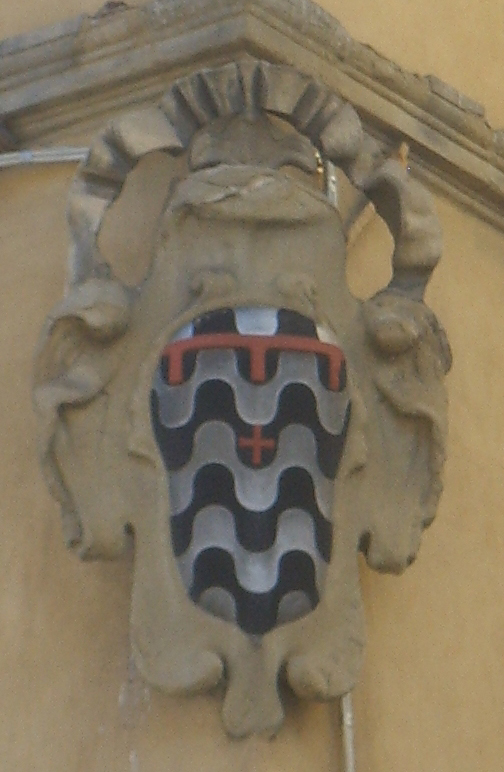
Lo stemma dei Pitti da Luca in poi

Luca di Buonaccorso, nato il primo giugno del 1395, ottenne nella Repubblica molte magistrature e molte importanti missioni diplomatiche. Nel 1440, da papa Eugenio IV, fu mandato a Roma per spingere Antonio Rido, castellano di Castel Sant'Angelo, a catturare il cardinale Giovanni Maria Vitelleschi. Nel 1449 fu pure inviato ambasciatore a Francesco Sforza per congratularsi con lui per la sua salita al trono di Milano e per offrirgli gli aiuti della Repubblica per portare sotto il suo controllo tutto il resto del ducato milanese. Nel 1452 era uno del magistrato dei dieci nella guerra contro Alfonso re di Napoli.
Fu all'inizio favorevole all'ascesa politica dei Medici e, infatti, nel 1458 quando era Gonfaloniere di giustizia ordinò che si ammazzassero in prigione Girolamo Macchiavelli, Carlo Benizzi, e Niccolò Barbadori, che erano strenui partigiani della repubblica. Per giustificare l'esecuzione, a Cosimo de' Medici, Luca fece credere che i tre erano coinvolti in una congiura contro la sua persona e, in premio, nel 1463 Cosimo fece un decreto per il quale si stabiliva che il Pitti dovesse essere armato Cavaliere del Popolo con fastosissima pompa nel Battistero di San Giovanni. Per questo fatto Luca aggiunse al suo stemma, che era composto di fasce ondate di argento in campo nero, la piccola croce rossa insegna del popolo fiorentino, sotto il rastrello rosso scempio a tre pendenti.
Morto Cosimo de' Medici, gli successe il figlio Piero, inadatto alla politica e di salute malferma e Luca Pitti pensò di cogliere l'occasione e di tentare un colpo di stato rovesciando Piero e facendosi nominare alla guida della Repubblica. Ma una cosa simile l'aveva pensata anche Diotisalvi Neroni. In Firenze si stabilirono così due fazioni, quella detta "del piano" che teneva per i Medici, quella detta "del monte" con alla testa Luca per la Repubblica. E si venne alle armi. Niccolò Soderini, nemico dei Medici, si armò per primo e, sobillato quasi tutto il popolo di Oltrarno, con i rivoltosi andò alle case di Luca Pitti pregandolo di montare a cavallo ma Luca, accortosi che se il Medici fosse stato cacciato non a lui sarebbe toccato il supremo rango nella Repubblica ma a Diotisalvi Neroni, non solo non volle acconsentire al Soderini ma gli consigliò ancora di cessare con le armi e tornarsene a casa.
Nella repressione che seguì Agnolo Acciaioli, Niccolò Soderini, e Diotisalvi Neroni furono costretti a salvare con la fuga la vita. Luca fu invece graziato e poté rimanere a Firenze ma venne praticamente abbandonato da tutti e infine ostracizzato. Morì nel 1472 lasciando incominciato il suo palazzo detto ancora Palazzo Pitti, e la sua villa di Rusciano, fuori Porta San Niccolò, entrambi progettati da Brunelleschi.
Luca Pitti ebbe tre mogli dalle quali gli vennero molti figli.

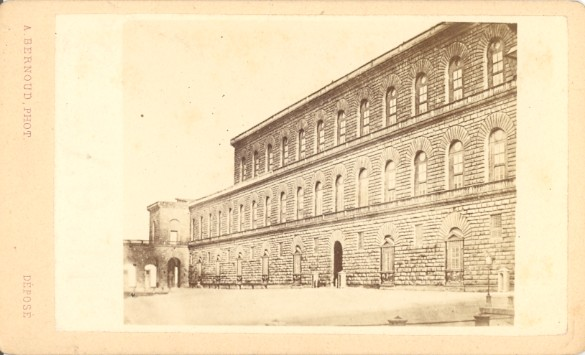
Il corpo originario di Palazzo Pitti

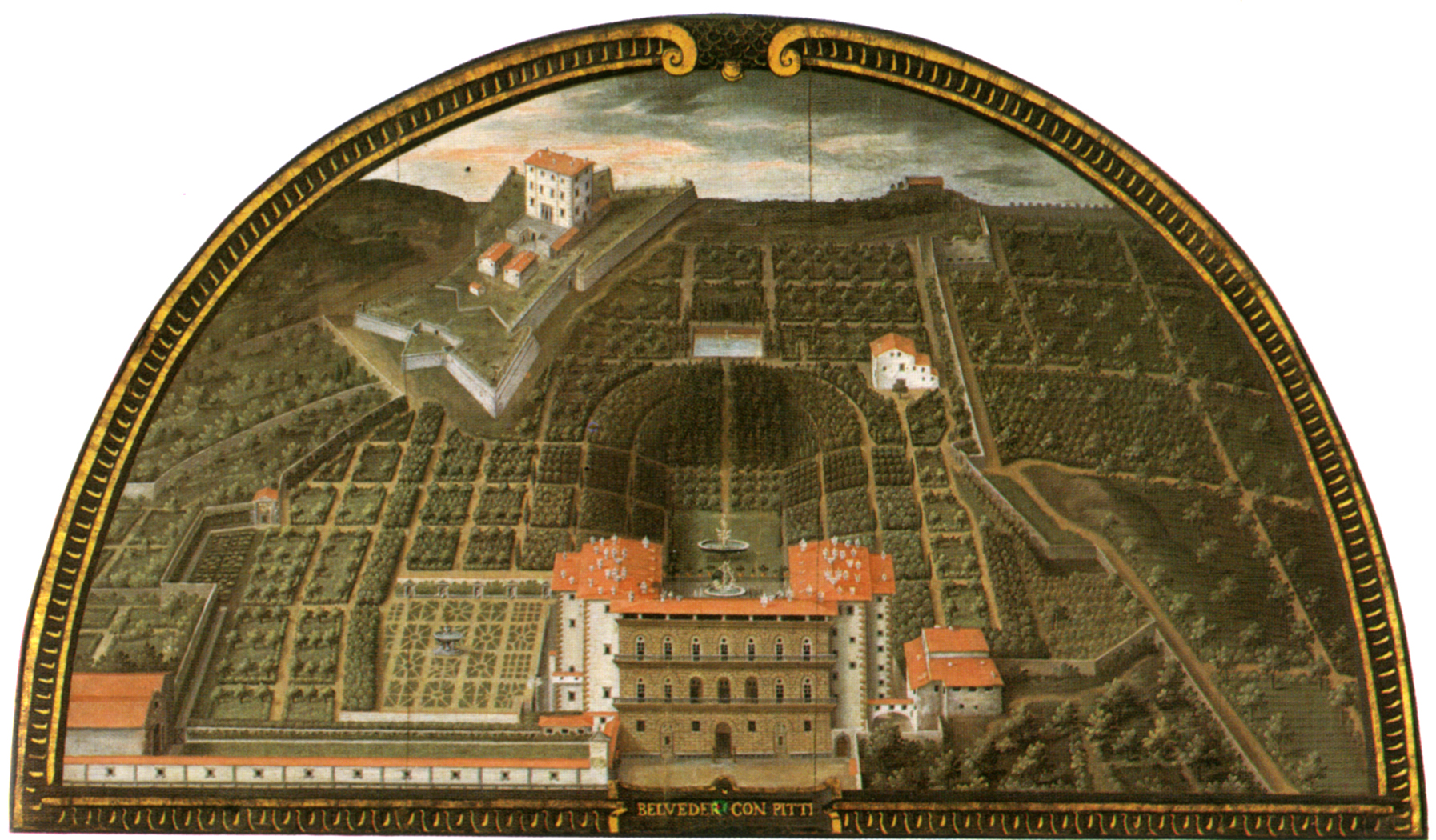
Boboli

## Palazzo Pitti
II palazzo cosiddetto Pitti fu cominciato nel 1441 da Luca Pitti su disegno di Brunelleschi ma, a dirigere i lavori, fu chiamato l'architetto fiorentino Luca Fancelli. Alla morte di Brunelleschi il palazzo era compiuto fino alle seconde finestre; fu proseguito fino al tetto nella parte media, ma senza le due ali e i rondeaux. Nel 1465 cessata la potenza di Luca Pitti i lavori si arenarono poiché i Pitti non erano più finanziariamente in grado di proseguirla secondo il primo disegno.
Nel 1529 il palazzo era di proprietà di Buonaccorso Pitti ma non vi era che il corpo principale di tre piani senza cortile, senza il giardino di Boboli e senza ovviamente tutte quelle moltissime aggiunte che furono fatte in seguito da Cosimo I e dai suoi successori.
Buonaccorso di Luca Pitti nel 1549 vendette per novemila fiorini di oro alla Duchessa Eleonora di Toledo, moglie di Cosimo I, il palazzo con le case che fiancheggiavano la piazza, e tutto il territorio chiamato l'orto dei Pitti e alcuni poderi. Tutto questo terreno, su disegno di Niccolò Tribolo e di Bernardo Buontalenti, divenne poi il celeberrimo giardino detto di Boboli dal nome di quella zona che era appunto chiamata "di Bogoli", probabilmente perché appartenuta in precedenza alla famiglia Bogoli.

## I discendenti Pitti
Buonaccorso, il maggiore dei figli di Luca Pitti, nacque nel 1419 e ottenne cariche illustri nella Repubblica di Firenze. Nel 1461 andò ambasciatore a Luigi XI per congratularsi della sua ascesa al trono di Francia dopo la morte di Carlo VII. Nel 1464 fu inviato a prestare obbedienza a nome della Repubblica a papa Paolo II che, per meriti, lo nominò cavaliere. Nel 1487 fu Gonfaloniere di giustizia. Si sposò nel 1445 con Francesca di Matteo Scolari nipote del potentissimo Pippo Spano, dalla quale ebbe diversi figliuoli, fra questi Lorenzo e Giovanni. II primo fu Gonfaloniere di giustizia nel 1514 ed ebbe per figlio Buonaccorso che fu priore nel 1528. Buonaccorso era fra gli Otto di Guardia e Balia quando cadde la Repubblica nel 1530. Da Giovanni venne quel Buonaccorso che figurò nel contratto di vendita del palazzo Pitti ad Eleonora di Toledo. Si dice che a questa vendita i Pitti non furono tanto condotti dal decadimento della loro potenza, quanto dal prepotente volere della famiglia Medicea. Questo ramo cessò nel XVII secolo.
Piero di Luca invece parteggiò sempre per i Medici e infatti prese parte, nel 1497, alla congiura di Bernardo del Nero per riportare a Firenze i Medici che ne erano stati cacciati nel 1494. Fallito il tentativo, Piero Pitti venne condannato all'esilio. Anche Antonio, suo figlio, fu sempre aderente ai Medici ed essendo presso papa Clemente VII quando cessò la repubblica, fu uno di quelli, scelti dal pontefice, inviati a Firenze per riformare il governo della città. Questo ramo mancò nel 1680.
"Jacopo di Luca" fu invece strenuo difensore della libertà fiorentina e nel 1498 fu eletto commissario generale nella guerra contro i Pisani. Da lui discendono i superstiti Pitti.
Alla Famiglia Pitti è attestata, sin dalla metà del XVIII Secolo la Villa Pitti Amerighi in Pieve a Nievole che usarono come semplice casa di campagna, essa passò alla Famiglia Amerighi per "Via Ereditaria"
Una delle ultime discendenti dei Pitti andò in isposa a un Lanfranchi di Pisa nel 1830.